# Округ Јалобуша (Мисисипи)
Јалобуша (енгл. Yalobusha County) је округ у америчкој савезној држави Мисисипи.

## Демографија
По попису из 2010. године број становника је 12.678, што је 373 (-2,9%) становника мање него 2000. године.
| Група             | 2000.         | 2010.         |
| Белци             | 7.827 (60,0%) | 7.606 (60,0%) |
| Афроамериканци    | 5.045 (38,7%) | 4.805 (37,9%) |
| Азијати           | 11 (0,1%)     | 20 (0,2%)     |
| Хиспаноамериканци | 127 (1,0%)    | 151 (1,2%)    |
| Укупно            | 13.051        | 12.678        |